# Sunshine Hit Me
A 2002-es Sunshine Hit Me a The Bees debütáló nagylemeze. Az album rögzítésekor az együttesnek még csak két tagja (Paul Butler, Aaron Fletcher) volt. Ők írták és rögzítették a teljes lemezt a Butler szüleinek kertjében berendezett házi stúdióban.
Az album eklektikus, több műfaj hatása megfigyelhető rajta. Jelölték Mercury Music Prize-ra, és szerepel az 1001 lemez, amit hallanod kell, mielőtt meghalsz című könyvben.

## Az album dalai
|     | Cím                   | Szerző(k)                         | Hossz |
| --- | --------------------- | --------------------------------- | ----- |
| 1.  | Punchbag              | Paul Butler, Aaron Fletcher       | 3:38  |
| 2.  | Angryman              | Butler, Fletcher                  | 4:06  |
| 3.  | No Trophy             | Butler, Fletcher, Michael Clevitt | 3:26  |
| 4.  | Binnel Bay            | Butler, Fletcher                  | 2:57  |
| 5.  | Sunshine              | Butler, Fletcher, James Nye       | 3:27  |
| 6.  | A Minha Menina        | Jorge Ben                         | 2:48  |
| 7.  | This Town             | Butler, Fletcher                  | 2:59  |
| 8.  | Sweet Like a Champion | Butler, Fletcher                  | 4:27  |
| 9.  | Lying in the Snow     | Butler, Fletcher                  | 3:52  |
| 10. | Zia                   | Butler, Fletcher, Nye             | 4:12  |
| 11. | Sky Holds the Sun     | Butler, Fletcher                  | 3:39  |

Az amerikai kiadáson szerepelt a You Got To Leave című bónuszdal.

## Közreműködők
- Paul Butler – különböző hangszerek, producer, rögzítés, ének
- Aaron Fletcher – különböző hangszerek, producer, rögzítés, ének
- Michael Clevitt – basszusgitár a No Trophy-n
- James Nye – billentyűk és szaxofon a Sunshine és Zia dalokon

## Fordítás
Ez a szócikk részben vagy egészben a Sunshine Hit Me című angol Wikipédia-szócikk ezen változatának fordításán alapul.  Az eredeti cikk szerkesztőit annak laptörténete sorolja fel. Ez a jelzés csupán a megfogalmazás eredetét és a szerzői jogokat jelzi, nem szolgál a cikkben szereplő információk forrásmegjelöléseként.